# Alchemilla virginea
Alchemilla virginea är en rosväxtart som beskrevs av A. Plocek. Alchemilla virginea ingår i släktet daggkåpor, och familjen rosväxter. Inga underarter finns listade i Catalogue of Life.